# John Peel
John Robert Parker Ravenscroft, OBE (30 d'agost de 1939 – 25 d'octubre de 2004), conegut professionalment com a John Peel, va ser un disc jockey, radiofonista i periodista anglès.
Conegut pel seu gust musical eclèctic i el seu estil honest i càlid de conducció radiofònica, John Peel va ser un DJ i conductor de ràdio popular i respectat. Va ser un dels primers a passar reggae i punk a la ràdio britànica, i la seva influència significativa en el rock alternatiu, pop, hip-hop britànic i música dance ha estat reconeguda. Dels primers DJ de la BBC Radio 1 va ser el que més temps va estar-hi, des de 1967 fins a la seva mort el 2004. Va morir als 65 anys, durant un viatge a Cusco (Perú), a causa d'una aturada cardíaca.

## El llegat: les Peel Sessions
Els programes de Peel a la BBC 1 són coneguts per les Peel Sessions,que normalment consistien en quatre cançons gravades en directe als estudis de la BBC, que permetien donar a conèixer molts grups que posteriorment esdevindrien coneguts. Hi ha molts àlbums publicats amb el títol de The Peel Sessions,o The John Peel Sessions, entre la discografia de diversos artistes. Així, la cançó «Cars» de Gary Numan ha estat gravada en els seus discos diverses vegades: tant el single del mateix om en l'àlbum The Pleasure Principle, com en els concerts i en l'ocasió en què aquesta la va gravar per Peel.
Moltes de les clàssiques Peel Sessions han estat editades en un àlbum, generalment pel segell discogràfic independent Strange Fruit Records, fundat pel mateix Peel el 1986. Alguns del incomptables cantants o grups quer van gravar amb ell van ser: Queen, Blur, Carcass, Catherine Wheel, David Bowie, Die Toten Hosen, Elastica, Fugazi, Happy Mondays, J Mascis, The Jesus and Mary Chain, Inspiral Carpets, Joy Division, The Police, Motörhead, Nirvana, PJ Harvey, Shonen Knife, Pulp, Redskins, The Chameleons, The Cure, The Smiths, The Specials, Thin Lizzy i The Black Keys.
John Peel reconeixia en el seu llibre autobiogràfic Margrave of the Marshes que el grup que més satisfacció li va produir al llarg de la seva carrera va ser The Fall, amb els integrants arribaria a gravar 27 sessions al llarg de 26 anys. Ell es va encarregar personalment de dedicar-los a una aparició a la televisió nacional britànica el 1983, i es va oferir a més a aparèixer gratis al programa «The Tube» si li deixaven escollir a aquest grup.